# Пальміра (містечко, Вісконсин)
Пальміра (англ. Palmyra) — місто (англ. town) в США, в окрузі Джефферсон штату Вісконсин. Населення — 1220 осіб (2020).

## Демографія
Згідно з переписом 2010 року, у місті мешкало 1186 осіб у 471 домогосподарстві у складі 357 родин. Було 606 помешкань
Расовий склад населення:
| - 94,8 % — білих - 0,6 % — азіатів - 0,4 % — чорних або афроамериканців - 0,3 % — корінних американців - 3,1 % — осіб інших рас |

До двох чи більше рас належало 0,8 %. Частка іспаномовних становила 6,3 % від усіх жителів.
За віковим діапазоном населення розподілялося таким чином: 20,4 % — особи молодші 18 років, 63,4 % — особи у віці 18—64 років, 16,2 % — особи у віці 65 років та старші. Медіана віку мешканця становила 46,2 року. На 100 осіб жіночої статі у місті припадало 96,4 чоловіків;  на 100 жінок у віці від 18 років та старших — 100,9 чоловіків також старших 18 років.
Середній дохід на одне домашнє господарство  становив 86 447 доларів США (медіана — 77 750), а середній дохід на одну сім'ю — 94 227 доларів (медіана — 86 316). Медіана доходів становила 51 429 доларів для чоловіків та 37 500 доларів для жінок. За межею бідності перебувало 6,2 % осіб, у тому числі 5,0 % дітей у віці до 18 років та 9,9 % осіб у віці 65 років та старших.
Цивільне працевлаштоване населення становило 756 осіб. Основні галузі зайнятості: освіта, охорона здоров'я та соціальна допомога — 24,1 %, виробництво — 19,3 %, сільське господарство, лісництво, риболовля — 12,0 %, роздрібна торгівля — 7,5 %.